# Emil Bærentzen
Emilius Ditlev Bærentzen, generalmente conocido como Emil Bærentzen, (30 de octubre de 1799 - 14 de febrero de 1868) fue un retratista y litógrafo danés, activo durante la Edad de Oro de la pintura danesa. Fundó Em. Bærentzen & Co.

## Biografía
Nacido en Copenhague el 30 de octubre de 1799, Bærentzen trabajó como aprendiz en la farmacia de Nykøbing Sjælland, pero luego viajó a Christiansted en la entonces isla danesa de St. Croix en las Indias Occidentales, donde trabajó en una de las oficinas gubernamentales. Cinco años después regresó a Dinamarca y, después de licenciarse como abogado, se inició en la pintura, que hasta entonces había practicado como pasatiempo. En 1821, ingresó en la Academia Danesa donde estudió con Christoffer Wilhelm Eckersberg. Fue galardonado con la pequeña medalla de plata en 1826 y la gran medalla de plata al año siguiente. Pronto se convirtió en uno de los retratistas más populares de Copenhague. Sus pinturas se caracterizan por un estilo elegante pero sobrio, libre de detalles psicológicos de acuerdo con la práctica contemporánea. Una de sus obras más exitosas es el retrato de la novia de Søren Kierkegaard, Regine Olsen (1840).
En 1837, comenzó a especializarse en litografía con HL Danschell, quien dirigió la fábrica de hojalata de su difunto suegro, donde se usaban piedras para teñir la tela. Esto llevó a la fundación de una compañía litográfica, Emilius Bärentzen & Co.s litografiske Institut, que más tarde se convirtió en Hoffensberg, Jespersen & Fr. Trampa. Bærentzen hizo litografías de muchas de las figuras más importantes del período. Continuó trabajando como litógrafo y artista hasta 1866, cuando pintó el retrato de Cosmus Bræstrup para la logia de los Francmasones en Helsingør. Murió el 14 de febrero de 1868.

## Trabajos seleccionados
Bærentzen fue un artista muy popular y productivo. Entre sus obras se encuentran:
- Familia Winther (1827)
- Familia Tutein (1828)
- Det Schramske familiebillede (1829)
- Anders Ancker (1829)
- En 110 år gammel invalid (1833)
- CW Eckersberg (1835)
- Slotspræst Søren Schiødte (1836)
- Søren Ludvig Tuxen (1837)
- Adam Oehlenschläger (1839)
- Regine Olsen (1840)
- Augusta Nielsen (c. 1840)
- Johanne Luise Heiberg (1841)
- Frederik VI på lit de parade (1841)
- Christian VIII (1842)
- Dronn. Caroline Amalie (1842)
- Laurids Skau (1844)
- Johan Fr. Schlegel (c. 1847)
- Operasangerinden Catharine Simonsen f. Rysslaender (1844-45)

## Galería

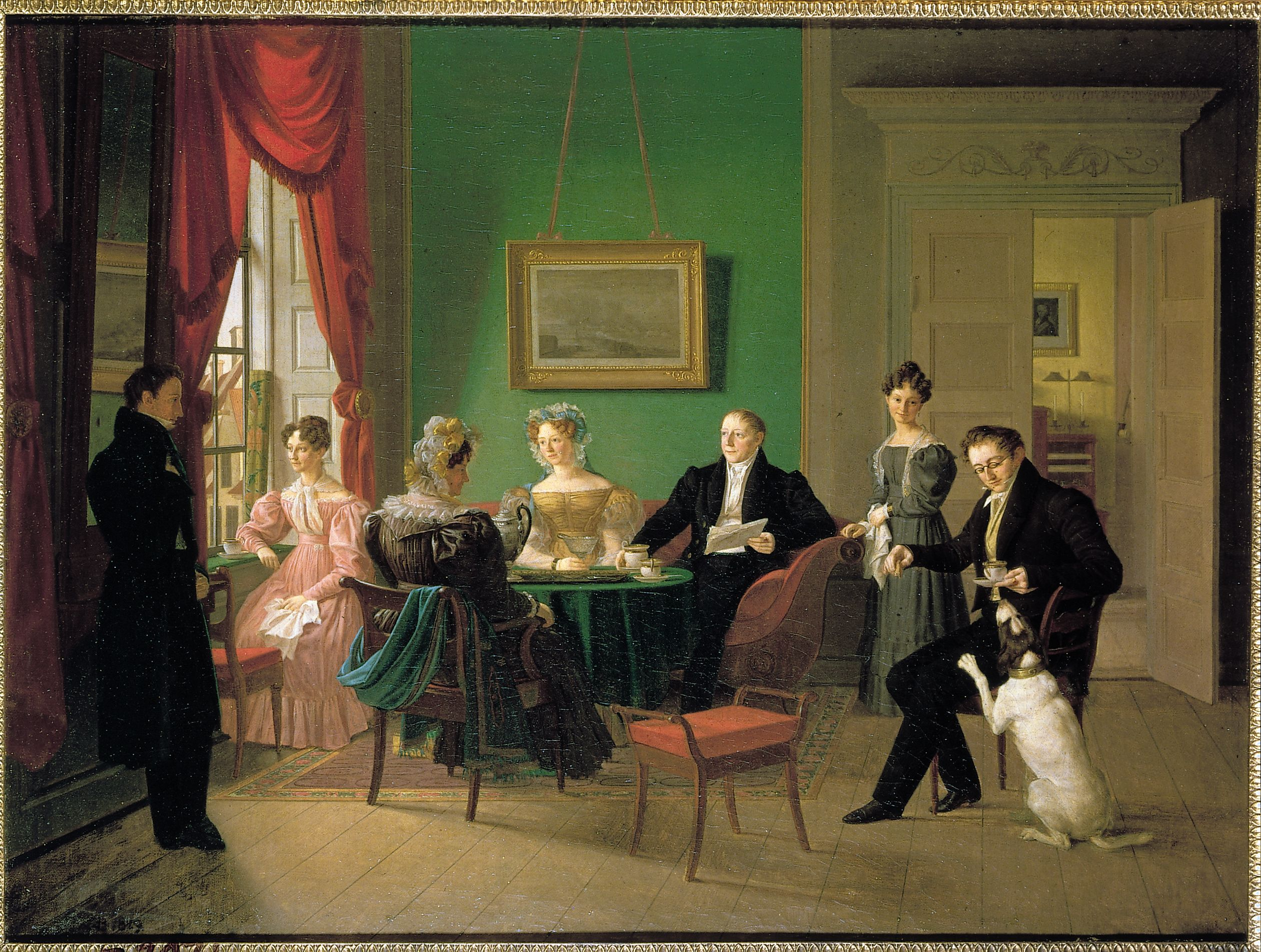
Bærentzen Familiebillede (1828)
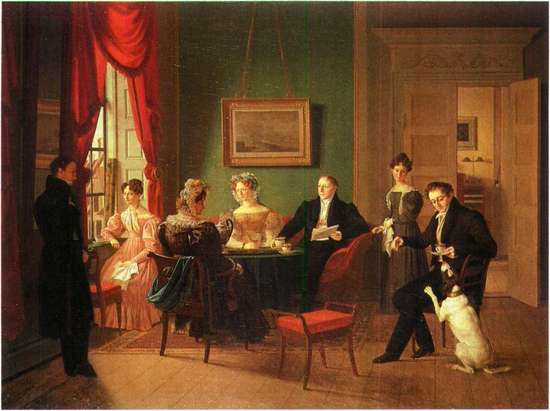
Det Schramske familiebillede (1829)
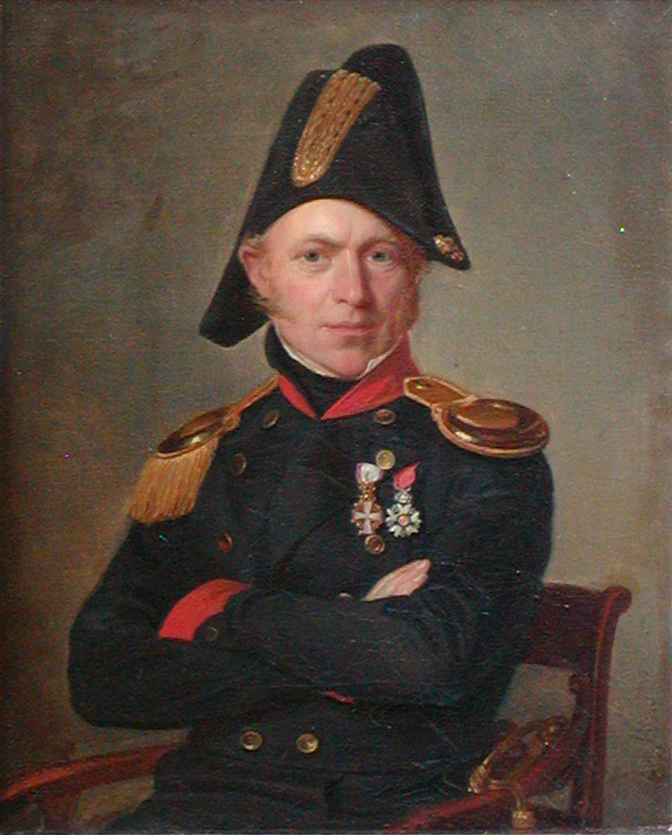
Søren Ludvig Tuxen (1837)
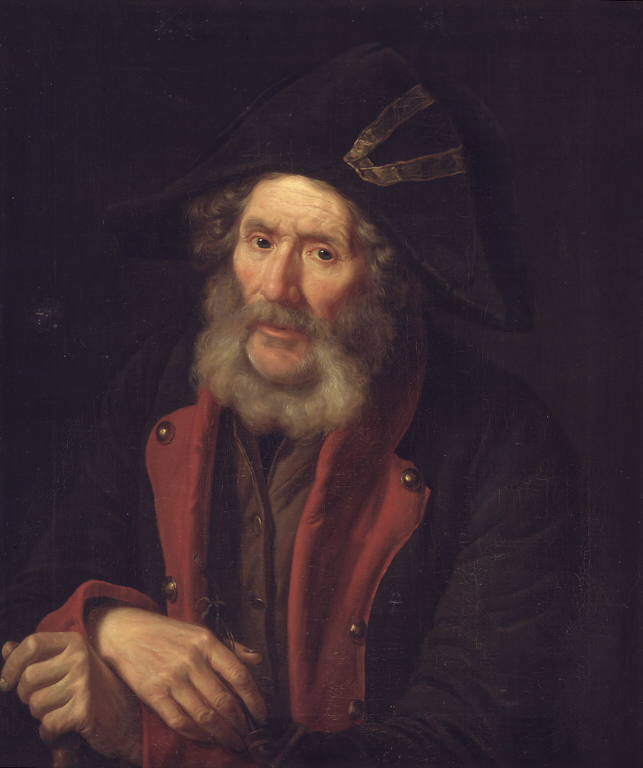
En gammel invalid. Portræt af en soldat (1828)
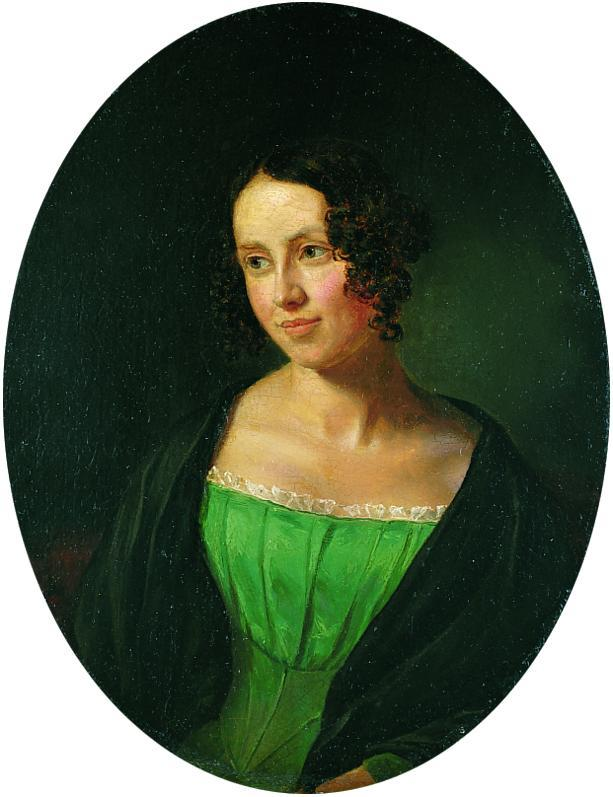
Regine Olsen (1840)